# Сретен Мирковић
Сретен Мирковић (Приштина, 15. фебруар 1958 — Пожаревац, 29. септембар 2016) је био југословенски и српски боксер.

## Биографија
Освојио је сребрну медаљу на Европском аматерском првенству у полутешкој категорији 1979. године у Келну.
Преминуо је 29. септембра 2016. у Пожаревцу од рака плућа. Сахрањен је на Старом гробљу у Пожаревцу.